# Vertep
Le Vertep (en ukrainien : вертеп) est un théâtre traditionnel ukrainien de marionnettes. En Biélorussie, il est aussi connu sous le nom de batleïka (en) (батлейка).

## Présentation
La tradition est de monter dans les rues un spectacle de marionnettes dans lequel sont représentées dans une petite maison à deux étages des scènes de la Sainte Famille (notamment de la Nativité, le vertep étant l'équivalent d'une crèche de Noël mécanique) dans la galerie supérieure et le palais du roi Hérode (remplacé progressivement par des scènes satiriques, des comédies ou des légendes liées à des héros nationaux) dans la galerie inférieure.

## Galerie

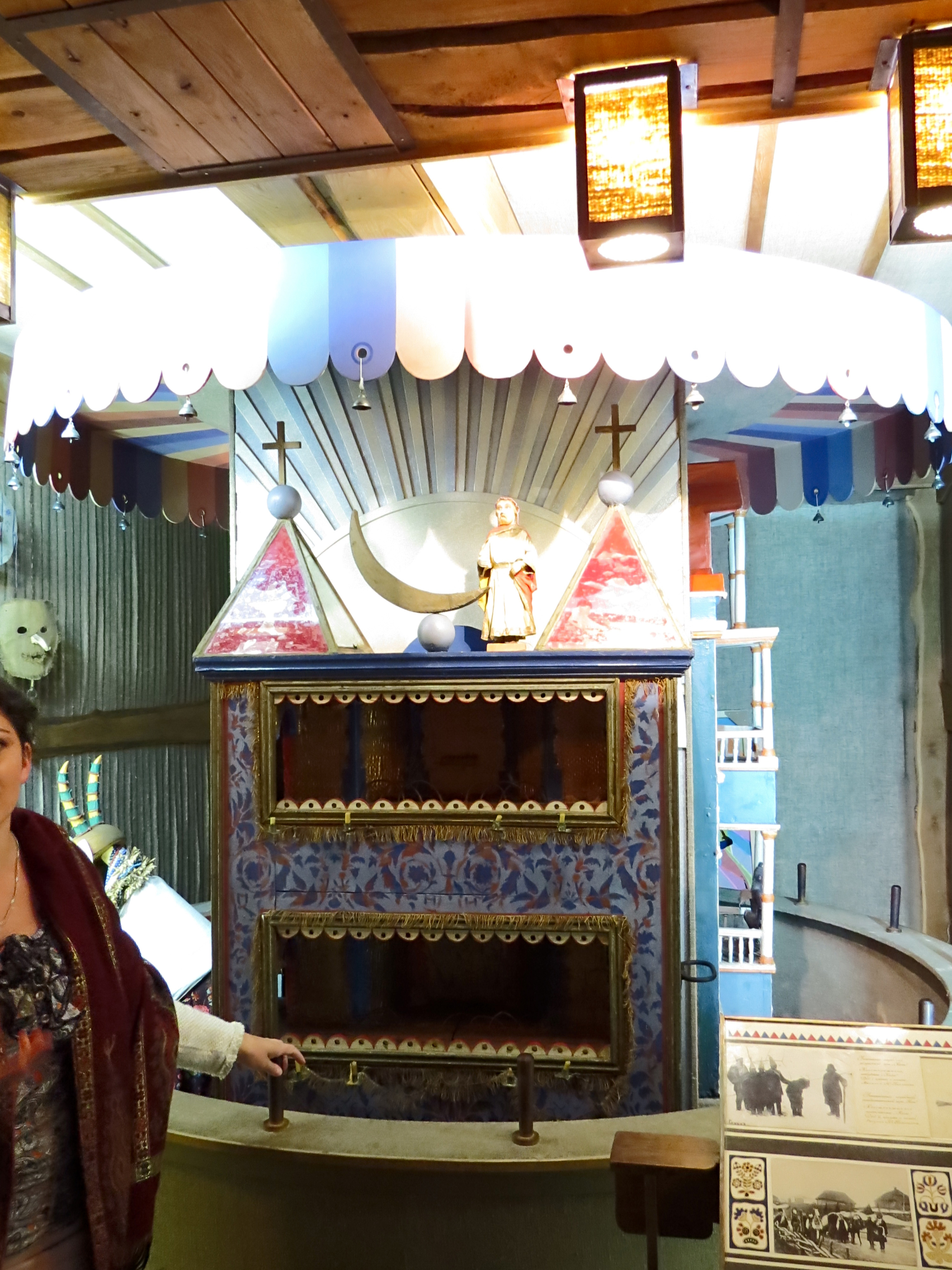
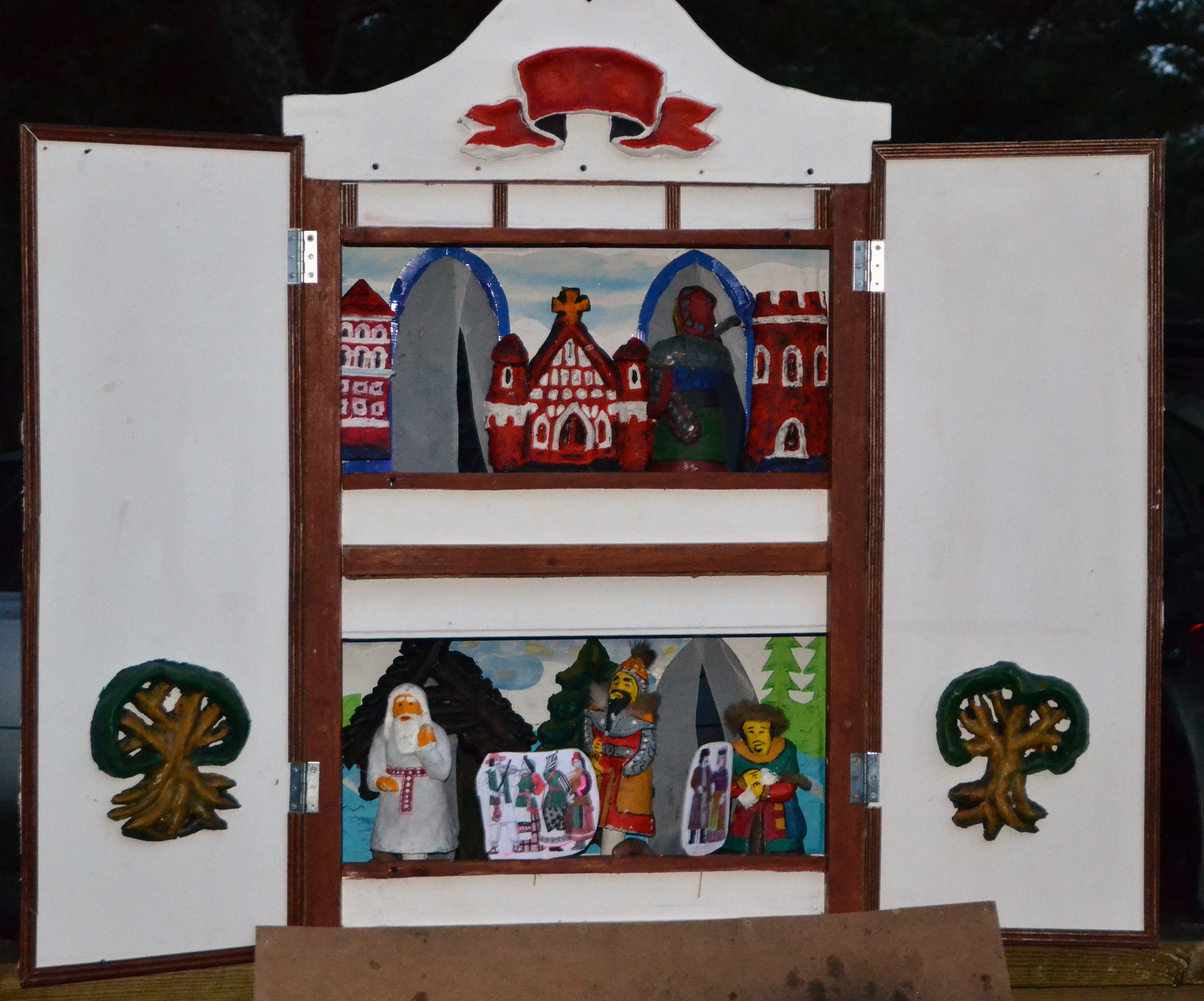
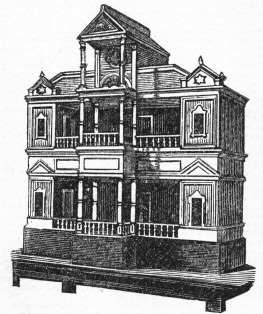
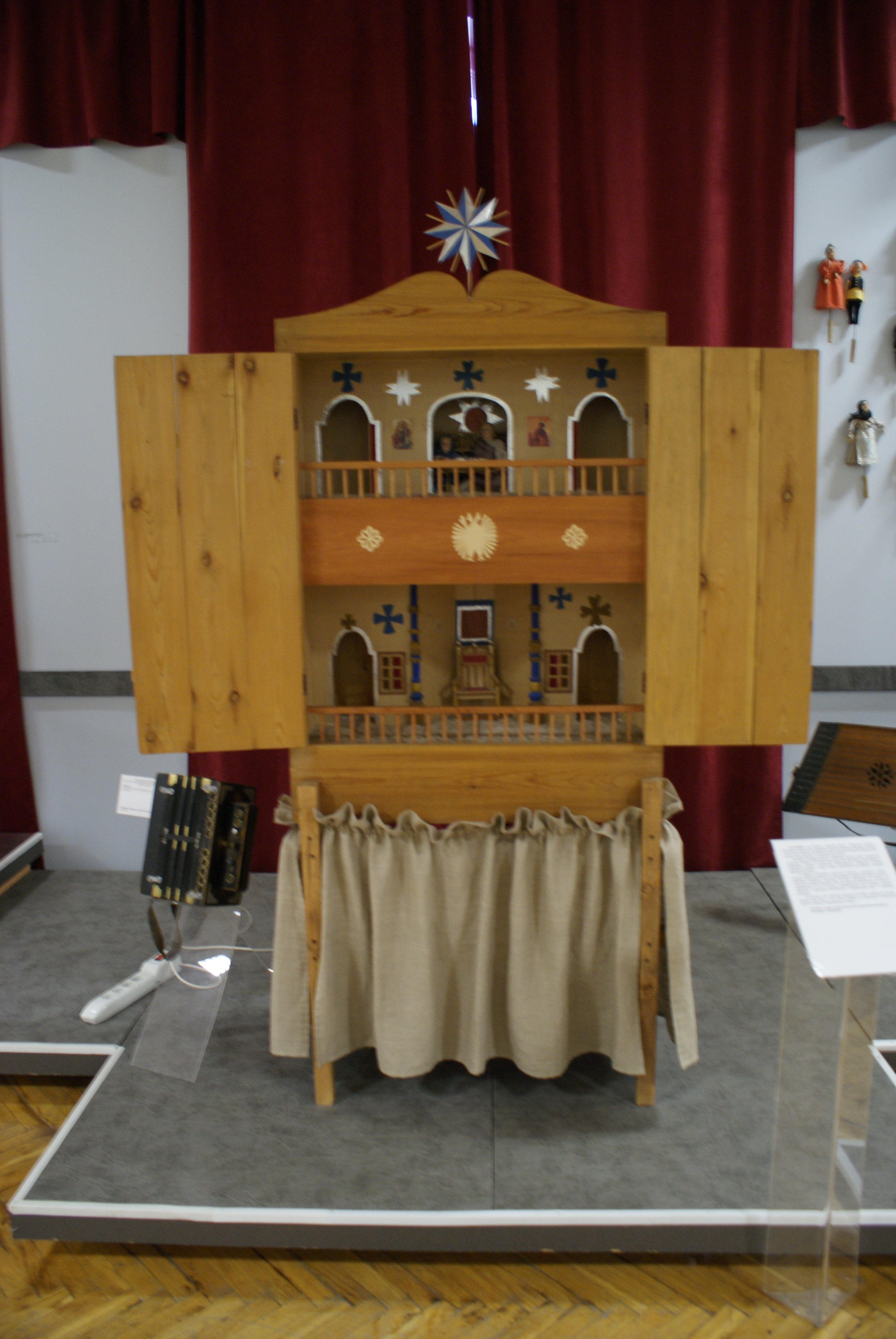
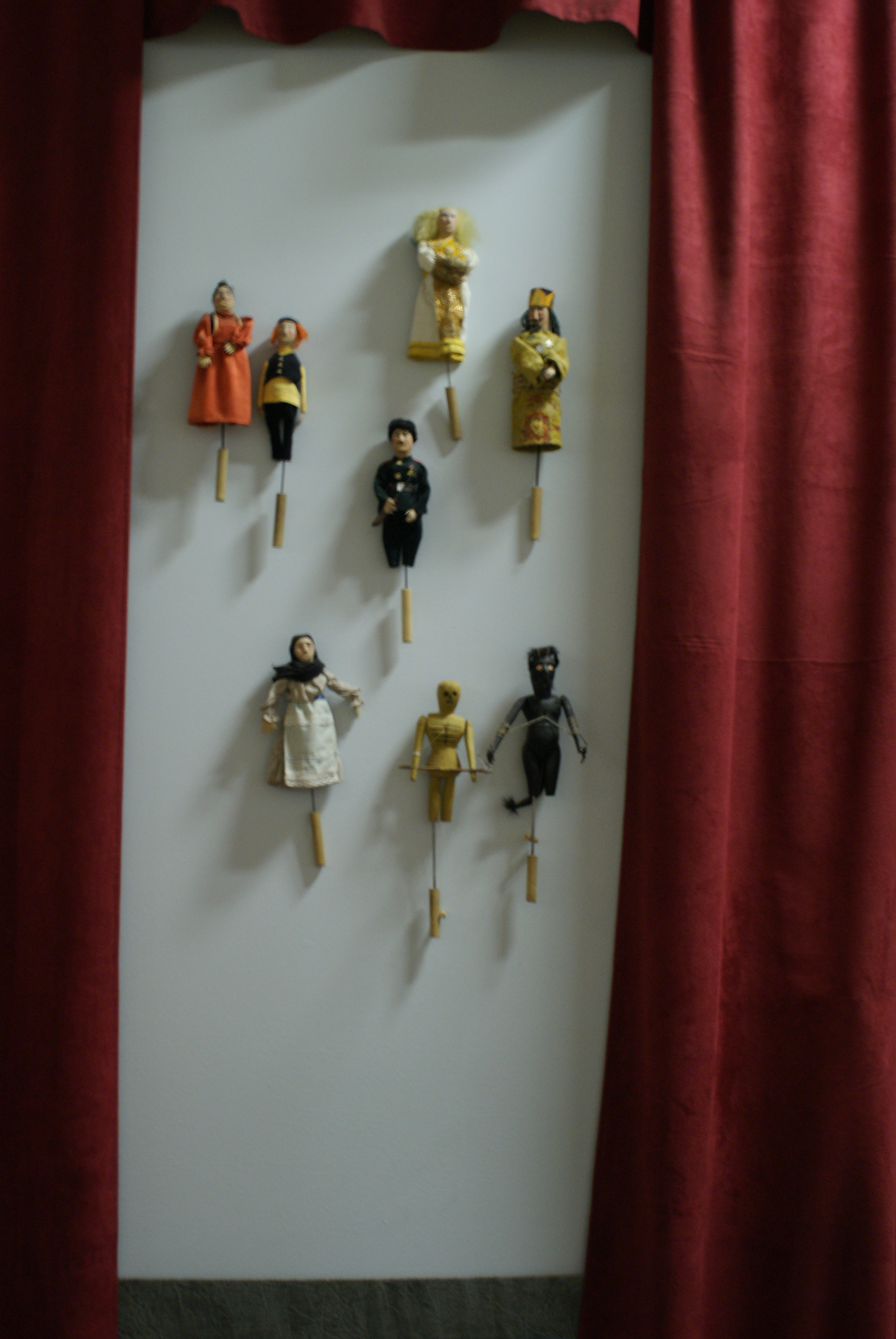

## Réalisations
La compositrice ukrainienne Lessia Dytchko a créé un oratorio intitulé Vertep.

## Sources de la traduction
- (en) Cet article est partiellement ou en totalité issu de l’article de Wikipédia en anglais intitulé « Vertep » (voir la liste des auteurs).